# Palicourea rigida
Palicourea rigida är en måreväxtart som beskrevs av Carl Sigismund Kunth. Palicourea rigida ingår i släktet Palicourea och familjen måreväxter.

## Underarter
Arten delas in i följande underarter:
- P. r. hirtella
- P. r. rigida